# Anamecia nalitiosa
Anamecia nalitiosa là một loài bướm đêm trong họ Noctuidae.